# Serra d'Arquells
La Serra d'Arquells és una serra situada entre els municipis d'Alòs de Balaguer i de Cubells a la comarca de la Noguera, amb una elevació màxima de 652 metres.